# Richie Williams (calciatore)
Richard Williams (New York City, 8 giugno 1970) è un allenatore di calcio ed ex calciatore statunitense, di ruolo centrocampista attualmente allenatore in seconda dei New England Revolution.

## Palmarès

### Club

#### Competizioni nazionali
- Campionato MLS: 2

D.C. United: 1997, 1999

#### Competizioni internazionali
- CONCACAF Champions' Cup: 1

D.C. United: 1998
- Coppa Interamericana: 1

D.C. United: 1998

### Nazionale
- Gold Cup: 1

2002